# 彰99線
彰99線(田中～潮洋厝) ，是位於彰化縣田中鎮與溪州鄉的一條鄉道，為田中鎮與溪州鄉之間主要的聯絡道路，東起中路街、中新二街，西至陸軍路，全長8.94公里。

## 路線說明
- 田中鎮：田中（起點，中路街、中新二街）→中州路一段→中州路二段→鄉鎮交界

- 溪州鄉：鄉鎮交界→中州路二段→下田路→庄中路→下柑路→過溪路→下壩路→潮洋厝（終點，陸軍路）

## 交會公路
- 中正路
- 興酪路一段
- 大新路
- 登山路二段
- 陸軍路